# Dorothea Tanning
Dorothea Margaret Tanning (ur. 25 sierpnia 1910, zm. 31 stycznia 2012) – amerykańska malarka, rzeźbiarka i pisarka. Jej mężami był pisarz Homer Shannon i malarz Max Ernst.

## Życiorys
Dorothea Tanning urodziła się w 1910 roku w Galesburgu w stanie Illinois i uczęszczała do Knox College w swoim rodzinnym mieście, zanim krótko studiowała malarstwo w Instytucie Sztuki w Chicago.
Porzuciła studia i zamieszkała w Nowym Jorku, gdzie zaczęła malować własne obrazy, stawiać pierwsze kroki w poezji, jednocześnie pracując jako „artystka komercyjna”, szybko zdobywając zainteresowanie swoim malarstwem. W tym czasie także, poprzez swoją niezwykłą osobowość artystki i poetki, dała się poznać w kręgach sztuki nowojorskiej. Została „odkryta” przez właściciela nowojorskiej galerii Juliena Levy’ego, który wystawiał surrealistów, m.in. Fridę Kahlo, Pablo Picasso, czy Maxa Ernsta, i który jako pierwszy umożliwił wystawienie jej prac. Przyjaźniła się z Levy’m i jego żoną, malarką Muriel Streeter. Także przez małżeństwo Levy na przyjęciu galerii, poznała swojego późniejszego męża Maxa Ernsta. Dzięki pracom z lat 40. i wczesnych 50. takie jak Birthday (1942, Philadelphia Museum of Art) czy Eine kleine Nachtmusik (1943, Tate Modern, Londyn) została uznana za malarkę surrealistyczną, ale w późniejszym czasie wypracowała własny unikatowy styl.

Była autorką onirycznych kompozycji często z udziałem kobiet i dziewczynek ukazujących postaci fantastycznie przekształcone, w tajemniczych przestrzeniach pałaców i buduarów, przepojone atmosferą erotycznego marzenia, utraty, zagubienia

W latach 60. tworzyła prace niemal abstrakcyjne, a w latach 70. powstały tajemnicze surrealistyczne instalacje rzeźbiarskie z miękkich obiektów-rzeźb, m.in. słynna praca składająca się z pięciu rzeźb, obecnie w kolekcji Centrum Pompidou – Hôtel du Pavot, Chambre 202 (Hotel Makowy, Pokój 202) 1970-73. Pobyt w latach 70. we Francji na Prowansji, był dla niej intensywną pięcioletnią przygodą z miękkimi rzeźbami. Tanning stworzyła wtedy szereg prac z tej serii: Cousins, Don Juan’s Breakfast, Fetish, Rainy Day Canapé, Tragic Table, Verb, Xmas, Emma, Revelation or the End of the Month, Hôtel du Pavot Room 202 (Kuzynki, Śniadanie Don Juana, Fetysz, Kanapa Deszczowego Dnia, Tragiczny Stół, Czasownik, Boże Narodzenie, Emma, Objawienie, czyli koniec miesiąca, Hôtel du Pavot. Pokój 202).
W późniejszym okresie życia Tanning skoncentrowała się na pisarstwie i poezji. W 1986 opublikowała autobiografię zatytułowaną Birthday, a w 2011 wydała bardziej rozbudowaną wersję swojej biografii pt. Between Lives: An Artist and Her World. W 2004 wydano zbiór jej poezji A Table of Content oraz nowelę Chasm: A Weekend. Wiersze Tanning ukazywały się w takich wydawnictwach jak „The Yale Review”, „Poetry”, „The New Yorker”.
W 1994, Tanning otrzymała nagrodę Wallace Stevens Award nadawaną przez Academy of American Poets, w wysokości 100,000 USD przyznanej poetce „w uznaniu wybitnego i ugruntowanego mistrzostwa w sztuce poetyckiej”.

## Wystawy solowe (wybór)
- 1941 – debiutowała w Galerii Juliena Levy’ego w Nowym Jorku
- 1974 – Centre National d’Art Contemporain w Paryżu (późniejsze Centre Georges Pompidou w 1977)
- 1993 – Malmö Konsthall w Szwecji
- 1993 – Camden Arts Centre w Londynie
- 1992 – The New York Public Library pokaz prac graficznych i druków
- 2000 – Philadelphia Museum of Art
- 2018 – Museo Nacional Centro de Arte Reina Sofía, Madrid (kuratorka Alyce Mahon)[4]
- 2019 – Tate Modern, London in (kuratorka Alyce Mahon)[5]

### Books by Dorothea Tanning
- Abyss. New York: Standard Editions, 1977. ISBN 0-918746-02-7.
- Birthday. Santa Monica: The Lapis Press, 1986. ISBN 0-932499-16-3 (memoir)
- Between Lives: An Artist and Her World. New York: W.W. Norton, 2001. ISBN 0-393-05040-8 (memoir)
- Chasm: A Weekend. New York: Overlook Press, and London: Virago Press, 2004. ISBN 1-58567-584-9 (novel)
- A Table of Content: Poems. New York: Graywolf Press, 2004. ISBN 1-55597-402-3 (collection of poems)
- Coming to That: Poems, New York: Graywolf Press, 2011. ISBN 978-1-55597-601-9 (collection of poems)

### Monographs
- Bosquet, Alain. La Peinture de Dorothea Tanning. Paris: Jean-Jacques Pauvert, 1966.
- Plazy, Giles. Dorothea Tanning. Paris: Editions Filipacchi, 1976 and (English translation) 1979. ISBN 2-85018-168-4.
- Dorothea Tanning: Numéro Spécial de XXe Siècle. Paris: Editions XXe Siècle, 1977.
- Bailly, Jean Christopher, John Russell, and Robert C. Morgan. Dorothea Tanning. New York: George Braziller, 1995. ISBN 0-8076-1402-5.
- McAra, Catriona. A Surrealist Stratigraphy of Dorothea Tanning’s Chasm. London: Routledge, 2017. ISBN 1-4724-6344-7.
- Carruthers, Victoria. Dorothea Tanning: Transformations. London: Lund Humphries, 2020. ISBN 978-1-84822-174-1.